# العلاقات الكونغوية الكورية الشمالية
العلاقات الكونغولية الكورية الشمالية هي العلاقات الثنائية التي تجمع بين جمهورية الكونغو وكوريا الشمالية.

## مقارنة بين البلدين
هذه مقارنة عامة ومرجعية للدولتين:
| وجه المقارنة                                              | [[تصنيف:صفحات تستخدم رمز علم غير موجود\|]] جمهورية الكونغو | كوريا الشمالية                        |
| --------------------------------------------------------- | ---------------------------------------------------------- | ------------------------------------- |
| المساحة (كم2)                                             | 342.00 ألف                                                 | 120.54 ألف                            |
| عدد السكان (نسمة)                                         | 5.26 مليون                                                 | 25.49 مليون                           |
| الكثافة السكانية (ن./كم²)                                 | 15.38                                                      | 211.47                                |
| العاصمة                                                   | برازافيل                                                   | بيونغيانغ                             |
| اللغة الرسمية                                             | لغة فرنسية                                                 | لغة كوريا الشمالية القياسية ‏          |
| العملة                                                    | فرنك وسط أفريقي                                            | وون كوري شمالي                        |
| الناتج المحلي الإجمالي (بليون دولار)                      | 8.72 مليار                                                 |                                       |
| الناتج المحلي الإجمالي (تعادل القوة الشرائية) بليون دولار | 29.48 مليار                                                |                                       |
| الناتج المحلي الإجمالي الاسمي للفرد دولار أمريكي          | 1.85 ألف                                                   |                                       |
| الناتج المحلي الإجمالي للفرد دولار أمريكي                 |                                                            |                                       |
| مؤشر التنمية البشرية                                      | 0.591                                                      |                                       |
| رمز المكالمات الدولي                                      | +242                                                       | +850                                  |
| رمز الإنترنت                                              | .cg                                                        | .kp                                   |
| المنطقة الزمنية                                           | ت ع م+01:00                                                | ت ع م+08:30، ت ع م+08:30، ت ع م+09:00 |

## منظمات دولية مشتركة
يشترك البلدان في عضوية مجموعة من المنظمات الدولية، منها:
| علم المنظمة | اسم المنظمة   | تاريخ انضمام جمهورية الكونغو | تاريخ انضمام كوريا الشمالية |
| ----------- | ------------- | ---------------------------- | --------------------------- |
|             | يونسكو        | 24 أكتوبر 1960               | 18 أكتوبر 1974              |
|             | الأمم المتحدة | 20 سبتمبر 1960               | 17 سبتمبر 1991              |

## وصلات خارجية
- موقع وزارة الخارجية الكورية الشمالية